# John Franklin (acteur)
 (juin 2016).
Si vous disposez d'ouvrages ou d'articles de référence ou si vous connaissez des sites web de qualité traitant du thème abordé ici, merci de compléter l'article en donnant les références utiles à sa vérifiabilité et en les liant à la section « Notes et références ».
John Franklin est un acteur américain né le 16 juin 1959 à Blue Island près de Chicago (Illinois).

## Biographie
Il est connu dans le rôle de Isaac dans Les Démons du maïs et celui de Cousin Machin dans La famille Addams.

## Filmographie
- 1984 : Les Démons du maïs
- 1986 : Les routes du paradis : Arnie (1 épisode)
- 1988 : Jeu d'enfant
- 1988 : La Belle et la Bête : Vincent
- 1991 : La famille Addams : le cousin Machin
- 1993 : Les Valeurs de la famille Addams : le cousin Machin
- 1994 : Tammy and the T-Rex
- 1996 : Chicago Hope : Jimmy Dunston
- 1997 : George B. : Mike
- 1999 : Les Démons du maïs 6
- 2000 : Python : Floyd Fuller
- 2000 : Star Trek: Voyager : Kipp
- 2000 : Le secret de Noël : Morluv
- 2015 : Hell's Kitty : Isaïe
- 2017: Brooklyn 99: cousin Tina boyle